# Чинг, Брайан
Бра́йан Чинг (англ. Brian Ching, кит. 程拜仁, пиньинь Chéng Bàirén — Чэн Байжэ́нь; 24 мая 1978, Галейва, Гавайи) — американский футболист, выступавший на позиции нападающего. На протяжении двенадцати лет играл в MLS, а также в течение восьми лет выступал за сборную США. Завершил карьеру игрока 13 декабря 2013 года, сыграв прощальный матч за «Хьюстон Динамо». В 2013—2019 годах — управляющий директор женской команды «Хьюстон Дэш».
Профессиональная карьера Чинга началась в 2001 году, когда на Супердрафте MLS, он был выбран, под общим 16-м номером, командой «Лос-Анджелес Гэлакси», что в свою очередь сделало его первым выпускником университета Гонзаги, а также первым гавайцем, выбранным на драфте MLS. Вскоре после того как, вместе с клубом выиграл Открытый кубок США, он стал свободным агентом и начал играть за команду из Второго дивизиона «Сиэтл Саундерс». В первый дивизион вернулся в 2003 году, будучи выбранным командой «Сан-Хосе Эртквейкс». C этим клубом выиграл Кубок MLS и Supporters’ Shield, а также собрал множество индивидуальных наград, включая: MLS Comeback Player of the Year Award, Золотая бутса MLS (вручается лучшему бомбардиру года), и попал в символическую сборную MLS сезона 2004.
В 2006 году, Чинг переехал в Хьюстон, после того как «Эртквейкс» стали «Хьюстон Динамо». Привёл команду к победам в Кубке MLS в 2006 и 2007 годах, а также к четырём финалам MLS в целом. В 2013 году, шестикратный участник матча всех звёзд MLS, завершил карьеру игрока, оставшись при этом лучшим бомбардиром «Хьюстон Динамо» за всё время.
За национальную сборную дебютировал 26 мая 2003 года, став первым уроженцем Гавайских островов, игравшим за сборную. Также стал первым гавайцем, который был вызван в сборную для участия в чемпионате мира 2006, хотя, на этом турнире так ни разу и не появился на поле. Его единственной наградой в сборной стало золото, выигранное на Золотом кубке КОНКАКАФ 2007 года. Вне поля, Чинг стал надежной опорой для общины Хьюстона, где он совместно с Habitat for Humanity занимается строительством доступного жилья для бедных семей в городе. Помощь в сборе средств осуществляет его собственная программа, которая называется «Дом, который построил Чинг».

## Ранняя жизнь
Брайан родился 24 мая 1978 года в семье Фрэнсиса Чинга и Стефани Уэлен. Когда Чингу было три года, его отец умер от рака. Таким образом, его мать в одиночку воспитала Брайана и двух его братьев. Начал играть в футбол в возрасте 7 лет, согласившись на то чтобы его мать была тренером.
Чинг посещал школу Камеамеха в Гонолулу, где играл за школьную команду по футболу в младших и старших классах. Во время своего последнего школьного года (senior year) был назван самым ценным игроком (MVP) школьной спортивной лиги среди частных школ в Гонолулу (Interscholastic League of Honolulu), забив 14 голов и отдав 6 результативных передач.
В период с 1998 по 1999 год выступал за местную команду «Спокан Шэдоу».

## Клубная карьера
В 2001 году был выбран под 16-м номером на драфте MLS командой «Лос-Анджелес Гэлакси», став первым гавайцем, выбранным на Супердрафте MLS. В том же году в составе «Гэлакси» сыграл 8 игр и забил один гол. В 2002 году Брайан покинул «Гэлакси» и подписал контракт с «Сиэтл Саундерс», в котором провел несколько игр сезона 2001 на правах аренды. Во время выступления за «Саундерс» занял итоговое второе место в споре лучших бомбардиров, а также вошёл в список лучших игроков того сезона.
В феврале 2003 года Брайан был приобретен клубом «Сан-Хосе Эртквейкс». Перед началом сезона, тогдашний лидер атак команды Дуэйн Де Розарио получил травму колена, вследствие чего Брайан был выдвинут на роль основного форварда. Успешно справлялся с этой ролью до августа, пока не получил разрыв ахиллова сухожилия, в результате чего пропустил остаток сезона. В 2004 году восстановился от травмы, и вновь начал играть и забивать, в итоге став лучшим бомбардиром (вместе с Эдди Джонсоном), забив 12 голов. Чинг стал обладателем награды MLS Comeback Player of the Year Award, а также вошёл в символическую сборную того сезона.
Наряду с остальными партнёрами по команде, Чинг перешёл в «Хьюстон Динамо» перед началом сезона 2006. Он оформил покер в первом же матче за команду. Это произошло 2 апреля в игре против «Колорадо Рэпидз». Таким образом, стал седьмым игроком в истории MLS, которому удалось забить четыре гола в одной игре. В Кубке MLS сезона 2006 Чинг забил гол на 114-й минуте, впоследствии в серии послематчевых пенальти, забил гол, который в итоге оказался победным, в матче против «Нью-Инглэнд Революшн». Он также был назван самым ценным игроком турнира. 30 сентября 2006 года забил гол ударом через себя в игре против «Ди Си Юнайтед». В результате этот гол был признан лучшим голом года в MLS.
В июле 2009 года Чинг был оштрафован на 500 долларов за его комментарии по поводу судейства в игре с «Сиэтл Саундерс» (Чинг участия в игре не принимал, так как выступал за сборную на Золотом кубке КОНКАКАФ 2009). Этот матч «Хьюстон Динамо» проиграли со счётом 1:2. На своей персональной страничке в Twitter Чинг назвал рефери посмешищем и мухлёвщиком за то, что тот засчитал гол Фреди Монтеро, хотя, по его мнению, мяч не пересёк линию ворот.
Чинг ведет собственную передачу на клубном телеканале Houston TV, которая называется Kickin' It with Brian Ching, где он даёт советы как стать хорошим футболистом, а также почему вы должны подружиться со StairMaster (оборудование для фитнеса).
В 2011 году Брайан Чинг был выставлен на расширенный драфт, где его выбрала команда «Монреаль Импакт». Однако, 16 февраля 2012 года, был продан обратно в Хьюстон, будучи выбранным в первом раунде на Супердрафте MLS 2013 года. 2 марта 2013 года сыграл свой первый матч. «Хьюстон» выиграли этот матч со счётом 2:0, переиграв «Ди Си Юнайтед». Также поучаствовал в одной из голевых атак. 13 декабря 2013 года завершил карьеру игрока. В тот же день состоялся его прощальный матч за «Хьюстон Динамо».

## Международная карьера
Чинг сыграл свой первый матч за сборную США 26 мая 2003 года против Уэльса. Он стал первым гавайцем и вторым китайцем (после Марка Чанга) в истории сборной. Свой первый гол за сборную забил 18 августа 2004 года в Кингстоне на 89-й минуте матча против Ямайки в отборочном раунде ЧМ-2006, принеся своей команде ничью.
2 мая 2006 года Чинг попал в список игроков, поехавших в составе сборной на ЧМ-2006 в Германии, но в итоге так и не появился на поле ни в одном из матчей. 9 июня 2007 года на Золотом кубке КОНКАКАФ он забил гол за США в матче против Тринидад и Тобаго, в итоге американцы выиграли со счётом 2:0. В финале Золотого кубка КОНКАКАФ в матче против Мексики, он заработал пенальти во втором тайме, который реализовал Лэндон Донован. США выиграли этот матч со счётом 2:1, победный гол забил Бенни Фейлхабер.
Чинг был вызван сборной США на матч с Барбадосом во втором раунде отборочного турнира ЧМ-2010. США выиграли этот матч со счётом 8:0. Чинг забил 2 мяча, а для США эта победа стала крупнейшей в истории сборной.
11 мая 2010 года Чинг попал в расширенный состав сборной США на Чемпионат мира по футболу в Южной Африке, но в конечном счёте не попал в итоговый состав из 23-х человек.

### Голы за сборную
| №   | Дата             | Место проведения                       | Оппонент          | Счёт  | Результат | Соревнование                |
| --- | ---------------- | -------------------------------------- | ----------------- | ----- | --------- | --------------------------- |
| 01. | 18 августа 2004  | Индепенденс Парк, Кингстон, Ямайка     | Ямайка            | 1 — 1 | 1 — 1     | Квалификация ЧМ-2006        |
| 02. | 9 октября 2004   | Джиллетт Стэдиум, Фоксборо, США        | Сальвадор         | 1 — 0 | 2 — 0     | Квалификация ЧМ-2006        |
| 03. | 19 февраля 2006  | Пицца Хат Парк, Фриско, США            | Гватемала         | 2 — 0 | 4 — 0     | Товарищеский матч           |
| 04. | 26 мая 2006      | Кливленд Браунс Стэдиум, Кливленд, США | Венесуэла         | 1 — 0 | 2 — 0     | Товарищеский матч           |
| 05. | 9 июня 2007      | Хоум Дипо Сентер, Карсон, США          | Тринидад и Тобаго | 2 — 0 | 2 — 0     | Золотой кубок КОНКАКАФ 2007 |
| 06. | 15 июня 2008     | Хоум Дипо Сентер, Карсон, США          | Барбадос          | 3 — 0 | 8 — 0     | Квалификация ЧМ-2010        |
| 07. | 15 июня 2008     | Хоум Дипо Сентер, Карсон, США          | Барбадос          | 8 — 0 | 8 — 0     | Квалификация ЧМ-2010        |
| 08. | 10 сентября 2008 | Тойота Парк, Бриджвью, США             | Тринидад и Тобаго | 2 — 0 | 3 — 0     | Квалификация ЧМ-2010        |
| 09. | 21 июня 2008     | Ар-эф-кей Стэдиум, Вашингтон, США      | Куба              | 4 — 1 | 6 — 1     | Квалификация ЧМ-2010        |
| 10. | 8 июля 2009      | Ар-эф-кей Стэдиум, Вашингтон, США      | Гондурас          | 2 — 0 | 2 — 0     | Золотой кубок КОНКАКАФ 2009 |
| 11. | 24 февраля 2010  | Рэймонд Джеймс Стэдиум, Тампа, США     | Сальвадор         | 1 — 1 | 2 — 1     | Товарищеский матч           |

## Достижения

### Командные
«Лос-Анджелес Гэлакси»
- Обладатель Кубка США: 2001
- Победитель Чемпионата Западной конференции: 2001

«Сиэтл Саундерс»
- Обладатель Кубка комиссаров Эй-Лиги: 2002

«Сан-Хосе Эртквейкс»
- Обладатель Кубка MLS: 2003
- Обладатель Supporters’ Shield: 2005
- Победитель Чемпионата Западной конференции: 2003

«Хьюстон Динамо»
- Обладатель Кубка MLS (2): 2006, 2007
- Победитель Чемпионата Западной конференции (2): 2006, 2007
- Победитель Чемпионата Восточной конференции (2): 2011, 2012

Сборная США
- Обладатель Золотого кубка КОНКАКАФ: 2007

### Личные
- Участник матча всех звёзд MLS (6): 2004, 2006, 2007, 2008, 2009, 2010
- Участник символической сборной MLS: 2004
- Победитель в номинации Возвращение года MLS: 2004
- Обладатель Золотой бутсы MLS: 2004
- Победитель в номинации Лучший гол года MLS: 2006
- Самый ценный игрок Кубка MLS: 2006
- Самый ценный игрок «Сан-Хосе Эртквейкс»: 2004
- Самый ценный игрок «Хьюстон Динамо»: 2008
- Обладатель Золотой бутсы «Хьюстон Динамо» (3): 2008, 2009, 2010
- Участник зала славы Западной Конференции: 2011

## Статистика
По состоянию на 18 декабря 2013
| Клуб                 | Сезон            | Лига | Лига | Лига     | Плей-офф | Плей-офф | Плей-офф | Кубок | Кубок | Кубок    | Континентальные | Континентальные | Континентальные | Итого | Итого | Итого    |
| Клуб                 | Сезон            | Игры | Голы | Передачи | Игры     | Голы     | Передачи | Игры  | Голы  | Передачи | Игры            | Голы            | Передачи        | Игры  | Голы  | Передачи |
| -------------------- | ---------------- | ---- | ---- | -------- | -------- | -------- | -------- | ----- | ----- | -------- | --------------- | --------------- | --------------- | ----- | ----- | -------- |
| Лос-Анджелес Гэлакси | 2001             | 8    | 1    | 1        | 2        | 0        | 0        | 2     | 0     | 1        | —               | —               | —               | 12    | 1     | 2        |
| Лос-Анджелес Гэлакси | Итого            | 8    | 1    | 1        | 2        | 0        | 0        | 2     | 0     | 1        | 0               | 0               | 0               | 12    | 1     | 2        |
| Сиэтл Саундерс       | 2001 (аренда)    | 6    | 3    | 1        | —        | —        | —        | —     | —     | —        | —               | —               | —               | 6     | 3     | 1        |
| Сиэтл Саундерс       | 2002             | 25   | 16   | 8        | 2        | 0        | 0        | 2     | 1     | 0        | —               | —               | —               | 29    | 17    | 8        |
| Сиэтл Саундерс       | Итого            | 31   | 19   | 9        | 2        | 0        | 0        | 2     | 1     | 0        | 0               | 0               | 0               | 35    | 20    | 9        |
| Сан-Хосе Эртквейкс   | 2003             | 15   | 6    | 2        | 0        | 0        | 0        | 1     | 0     | 0        | 2               | 1               | 0               | 18    | 7     | 2        |
| Сан-Хосе Эртквейкс   | 2004             | 25   | 12   | 4        | 2        | 0        | 0        | 3     | 1     | 1        | 2               | 0               | 0               | 32    | 13    | 5        |
| Сан-Хосе Эртквейкс   | 2005             | 16   | 7    | 5        | 2        | 1        | 0        | 0     | 0     | 0        | —               | —               | —               | 18    | 8     | 5        |
| Сан-Хосе Эртквейкс   | Итого            | 56   | 25   | 11       | 4        | 1        | 0        | 4     | 1     | 1        | 4               | 1               | 0               | 68    | 28    | 12       |
| Хьюстон Динамо       | 2006             | 21   | 11   | 2        | 4        | 3        | 0        | 1     | 0     | 0        | —               | —               | —               | 26    | 14    | 2        |
| Хьюстон Динамо       | 2007             | 20   | 7    | 2        | 3        | 2        | 1        | 0     | 0     | 0        | 3               | 2               | 0               | 26    | 11    | 3        |
| Хьюстон Динамо       | 2008             | 25   | 13   | 5        | 2        | 0        | 0        | 0     | 0     | 0        | 6               | 1               | 0               | 33    | 14    | 5        |
| Хьюстон Динамо       | 2009             | 19   | 8    | 3        | 3        | 1        | 0        | 0     | 0     | 0        | 7               | 1               | 1               | 29    | 10    | 4        |
| Хьюстон Динамо       | 2010             | 20   | 7    | 3        | —        | —        | —        | 0     | 0     | 0        | —               | —               | —               | 20    | 7     | 3        |
| Хьюстон Динамо       | 2011             | 20   | 5    | 1        | 4        | 1        | 1        | 0     | 0     | 0        | —               | —               | —               | 24    | 6     | 2        |
| Хьюстон Динамо       | 2012             | 30   | 5    | 5        | 4        | 0        | 0        | 0     | 0     | 0        | 3               | 1               | 0               | 37    | 6     | 5        |
| Хьюстон Динамо       | 2013             | 14   | 0    | 1        | 0        | 0        | 0        | 2     | 0     | 0        | 3               | 0               | 0               | 19    | 0     | 0        |
| Хьюстон Динамо       | Итого            | 169  | 56   | 22       | 20       | 7        | 2        | 3     | 0     | 0        | 22              | 5               | 1               | 214   | 68    | 24       |
| Всего за карьеру     | Всего за карьеру | 264  | 101  | 43       | 28       | 8        | 2        | 11    | 2     | 2        | 26              | 6               | 1               | 329   | 117   | 47       |

1. ↑  Включает MLS и Эй-лигу
2. ↑  Включает плей-офф кубка MLS и плей-офф Эй-лиги
3. ↑  Включает кубок США и чемпионат Канады
4. ↑  Включает Кубок чемпионов КОНКАКАФ и лигу чемпионов КОНКАКАФ